# 孔宙
孔宙（103年—163年3月19日），字季将，孔子十八世孙（有史料误作十九世孙），东汉钜鹿太守孔尚曾孙。

## 生平
年轻时学习家训，治《严氏春秋》。举孝廉。除郎中、都昌长。三年后因有政绩，迁元城令。当时泰山附近百姓作乱，孔宙被提拔为泰山都尉镇压他们，孔宙用一个多月就让他们解甲服罪，恢复了本地的耕作和通商。
延熹五年（162年），孔宙帶著十歲的孔融抵達東漢當時的首都洛陽，年齡還小的孔融與朝廷官員李膺有一番對話。
不久，孔宙因病致仕。延熹六年（163年）正月，孔宙過世；故吏门人去名山采石，於延熹七年（164年）七月，立碑示后人，即《孔宙碑》。碑今存曲阜孔庙东庑。其碑阴载其门人有：
鉅鹿癭陶张云字子平、鉅鹿癭陶赵政字元政、鉅鹿广宗捕巡字升台、东平宁阳韦勋字幼昌、魏郡馆陶张上字仲举、魏郡馆陶王时字子表、魏郡阴安张典字少高、魏郡魏孟忠字待政、魏郡魏李镇字世君、魏郡馆陶吴让字子敬、魏郡馆陶文俭字元节、魏郡馆陶乡瑱字仲雅、魏郡邺暴香字伯子、东郡东武阳梁淑字元祖、东郡公国赵恭字和平、东郡东武阳张表字公方、东郡东武阳滕穆字奉德、东郡乐平桑演字仲厚、东郡乐平靳京字君贤、东郡乐平梁布字叔光、东郡乐平桑显字伯异、陈留平丘司马规字伯昌、安平下博张祺字叔松、安平下博张朝字公房、安平下博苏观字伯台、安平堂阳张琦字子异、北海安丘齐纳字荣帧、北海都昌吕升字山甫、北海剧秦麟字伯麟、北海剧如庐浮字遗伯、北海剧薛顗字胜辅、北海剧高冰字季超、济南梁邹赵震字叔政、济南梁邹徐璜字幼文、济南东平陵吴进字升台、甘陵广川李都字元章、甘陵贝丘贺曜字升进、魏郡清渊许祺字升明、魏郡馆陶史崇字少贤、魏郡馆陶孙忠字府文、东郡乐平卢修字子节、任城任□□□字景汉；门童有：安平下博张忠字公直；故吏有：北海都昌逢祈字伯（闕）、北海都昌章字文理、北海都昌魏称字文长、北海都昌吕规字元规、泰山费鱼渊字汉长、泰山盖毋楼觊字世光、泰山南城禹规字世举、泰山南武阳萧诲字伯□、泰山费淳于党字季道；弟子有：北海剧陆暹字孟辅、陈留襄邑乐禹字宣举、下邳下邳朱班字宣□、东平宁阳周顺字承□、沛小学沛周升字仲辅、鲁国文阳陈字圣博、汝南平舆谢洋字子让、山阳瑕丘丁瑶字实坚、鲁国戴章字元珪、鲁国（）王政字汉方。

## 子
子孔褒、孔谦、孔融。

## 學生

### 門童
- 张忠，字公直，安平下博人。

### 弟子
- 陆暹，字孟辅，北海剧人。
- 乐禹，字宣举，陈留襄邑人。
- 朱班，下邳下邳人。
- 周顺，东平宁阳人。
- 周升，字仲辅，沛人。
- 谢洋，字子让，汝南平舆人。
- 丁瑶，字实監，山阳瑕丘人。
- 戴章，字元珪，鲁国人。
- 王政，字汉方，鲁国人。